# زارم كلاية (كياشهر)
زارم کلایة (بالفارسية: زارم کلایه) هي قرية تقع في إيران في قسم کیاشهر الريفي. يقدر عدد سكانها بـ 101 نسمة بحسب إحصاء 2016.